# Sinowilsonia henryi
Sinowilsonia henryi là một loài thực vật thuộc chi đơn loài Sinowilsonia, họ Hamamelidaceae. Đây là loài đặc hữu của Trung Quốc. Chúng hiện đang bị đe dọa vì mất môi trường sống.